# Jovan Stojanović
Jovan Stojanović (in serbo Јован Стојановић?; Belgrado, 21 aprile 1992) è un calciatore serbo, centrocampista dello Jedinstvo Ub.

## Caratteristiche tecniche
È un trequartista.

## Carriera
Ha esordito il 15 gennaio 2011 con la maglia del Roeselare in un match vinto 2-0 contro l'Anversa.

## Palmarès
- Coppa di Serbia: 1

Vojvodina: 2013-2014